# Biblioteca Nacional de El Salvador
La Biblioteca Nacional de El Salvador o simplemente BINAES es una institución pública nacional en El Salvador, fue reconstruida por el Gobierno de El Salvador con la cooperación del Gobierno de la República Popular China el 14 de noviembre de 2023.
Se sitúa en el Centro Histórico de San Salvador a un costado de la Plaza Gerardo Barrios, frente a ella se ubica la Catedral Metropolitana de San Salvador y a su izquierda el Palacio Nacional de El Salvador y el Jardín Centroamérica. En el sitio original se emplazaba la antigua Biblioteca Nacional Francisco Gavidia (1870-2021) y los edificios del Banco Hipotecario y el Rodríguez Porth. La nueva BINAES incluye auditorios, una colección de arte nacional y el Archivo General de la Nación, que anteriormente estaba en el Palacio Nacional de El Salvador.

## Historia

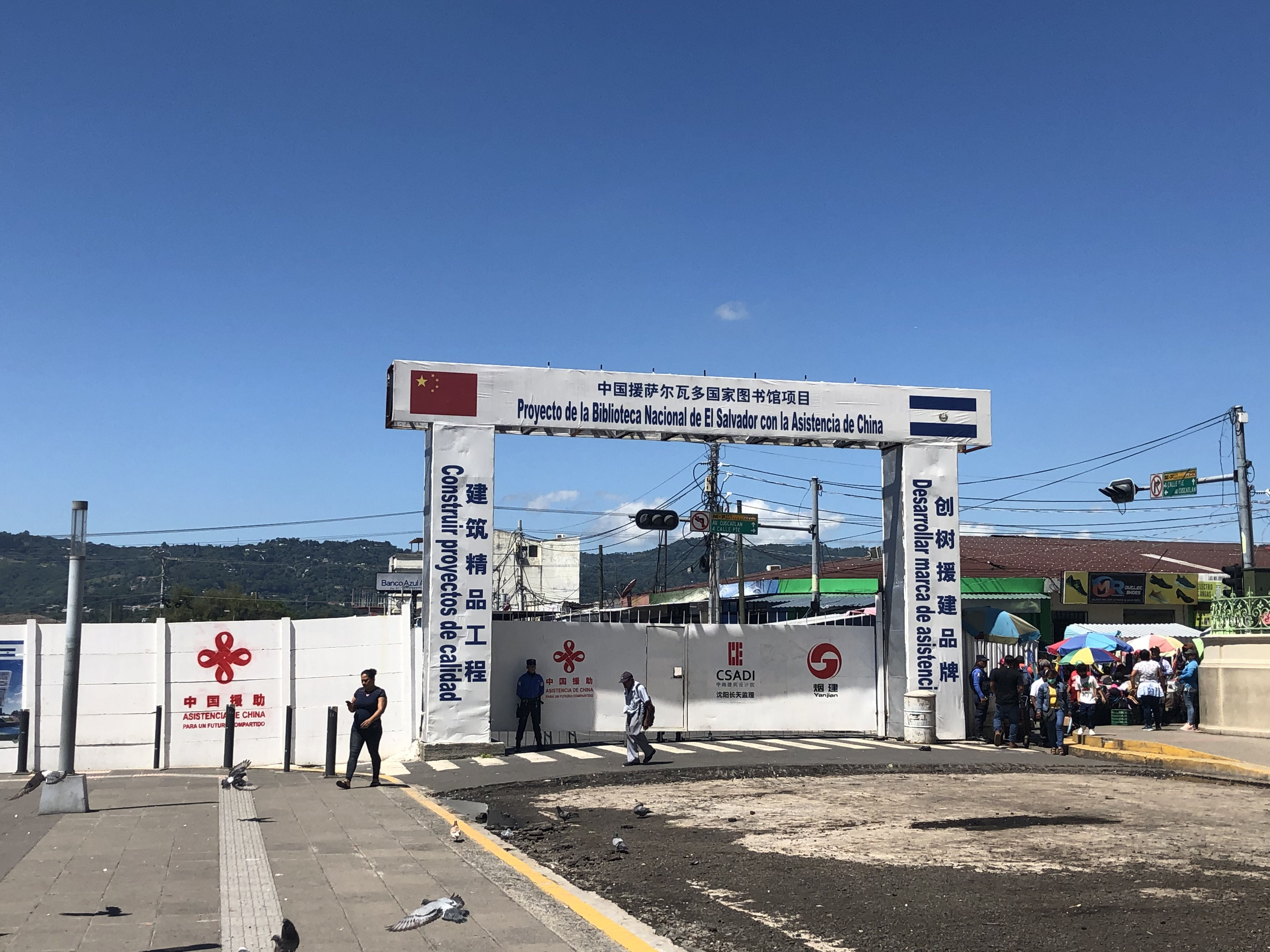
Vista de la BINAES durante su construcción, en julio de 2022.

A finales de 2021 y principios de 2022 se llevó a cabo la demolición del antiguo edificio de la Biblioteca Nacional Francisco Gavidia para la construcción de una nueva edificación donada por la República Popular China, de acuerdo a un convenio firmado el 20 de septiembre de 2019 por los gobiernos de El Salvador y el país asiático.
El parlamento salvadoreño, por su parte, aprobó las «Disposiciones Especiales para la Aprobación y Ejecución del Proyecto de Asistencia de la Construcción de la Biblioteca Nacional de El Salvador», mediante Decreto Legislativo N.º 249, del 21 de diciembre de 2021, publicado en el Diario Oficial N.º 244, Tomo N.º 433, del 22 de diciembre de 2021.
La primera piedra del nuevo edificio fue colocada el 3 de febrero de 2022 por el presidente de la República, Nayib Bukele y la embajadora de China en El Salvador, Ou Jianhong. La construcción de la nueva sede tuvo un costo de 54 millones de dólares y fue planeada para ser ubicada en el mismo lugar que ocupaba la edificación demolida entre 2021 y 2022.
La construcción comenzó oficialmente en 3 de febrero de 2022 y se terminó en octubre de 2023. La biblioteca abrió sus puertas al público oficialmente el 14 de noviembre de 2023.
Hasta el 26 de noviembre de 2023, el Archivo General de la Nación aún no estaba instalado en la BINAES ni disponible al público, según indicaron los guías de la Biblioteca Nacional.
El 20 de febrero de 2024, la cancillería de El Salvador, por medio de la Dirección de Promoción Cultural, Deportiva y Gastronómica, recibió un lote de 83 libros de diversos temas en concepto de donación por parte de la Embajada del Reino de Marruecos acreditada en nuestro país, destinados a formar parte de la Biblioteca Nacional de El Salvador (BINAES). La entrega fue coordinada con la Embajada de Marruecos en El Salvador y el Ministerio de Asuntos Exteriores de la Cooperación Africana, quienes fueron los donantes de los libros. Los Libros incluyen muchos ámbitos como el turístico, el cultural, libros infantiles, así como también en francés, español e inglés. Fueron entregados por el encargado de Negocios de la Embajada del Reino de Marruecos en El Salvador, Brahim Baddi a la directora de Promoción Cultural, Deportiva y Gastronómica del Viceministerio de Diáspora y Movilidad Humana, Jessica Aguilar. Además según el Viceministerio de Diáspora y Movilidad Humana, con ello se hizo una primera entrega de aproximadamente 4,900 libros, provenientes de países aliados.

## Espacios y servicios
La BINAES tiene un servicio 24/7, siendo la primera biblioteca nacional en el mundo en ofrecer este horario. Cuenta con un edificio de 7 niveles. Entre sus servicios están:

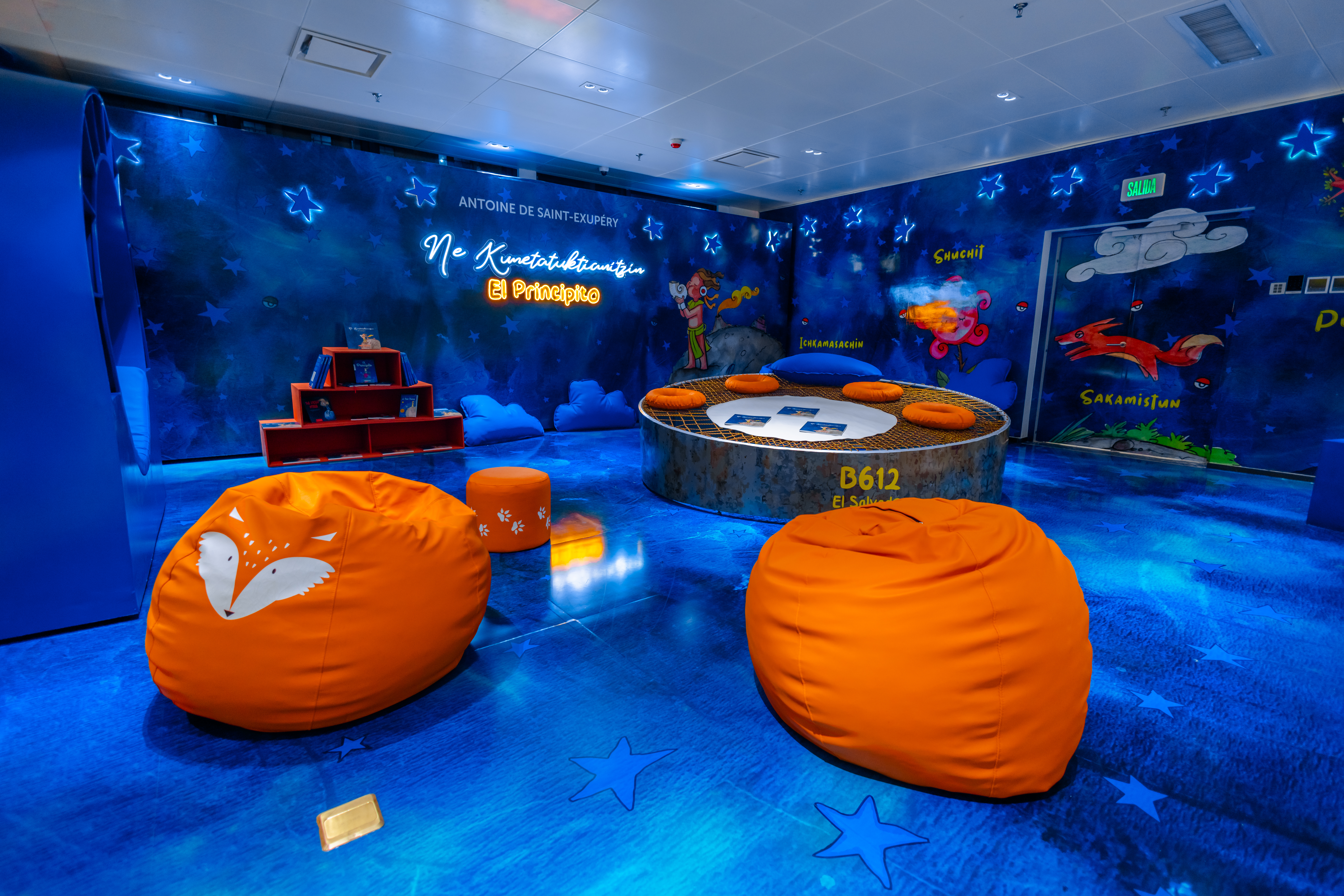
Salón temático de la versión bilingüe español y náhuat del El Principito en la Biblioteca Nacional de El Salvador (BINAES). Al fondo con señalización en náhuat y español.

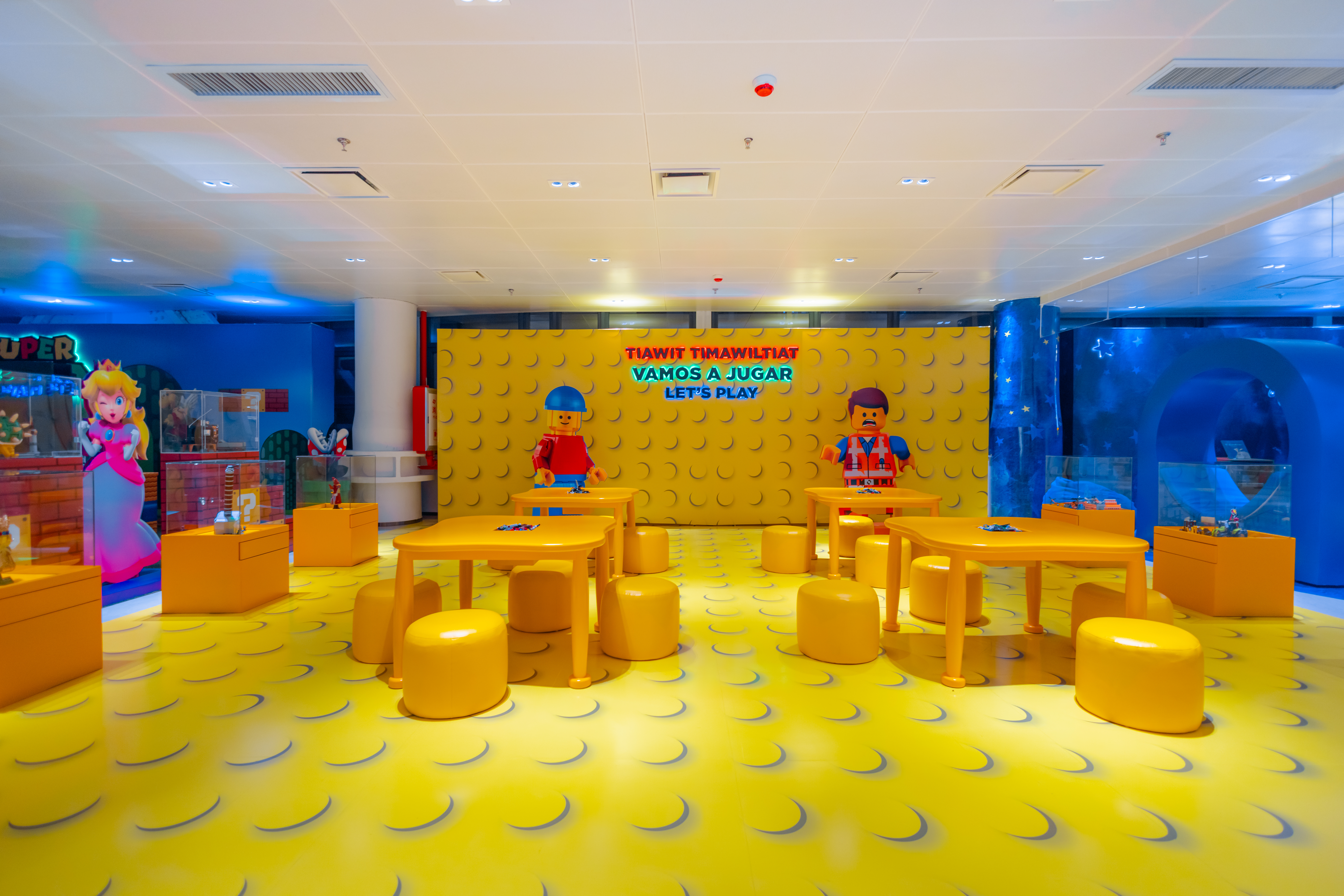
Zona LEGO de la Biblioteca Nacional de El Salvador (BINAES). Al fondo con señalización trilingüe en español, náhuat y inglés.

- Nivel 1: Zona de juego, Área de tecnología, Área de cuentacuentos, Biblioteca dedicada con 6000 libros en español, náhuat y inglés, Biblioteca Café, Sala de venta, Editorial El Salvador y Auditorio.
- Nivel 2: Área de calma, Zona de lactancia, Colección Árbol de Vida, Enfermería y Área psicomotriz.
- Nivel 3: Biblioteca con 26,000 libros, Área de cómputo, Área El Principito, Zona LEGO, Zona Gaming, Sala inclusiva y Área de espacio sensorial.
- Nivel 4: Área temática de Game of Thrones, Star Wars y The Lord of the Rings, Biblioteca, Laboratorio de Internet y Zona Gaming.
- Nivel 5: Patrimonio Documental de la Nación a través del Archivo General de la Nación, Colección General, Literatura latinoamericana y Literatura Universal, Sala clásica y Salón contemplativo.
- Nivel 6: Cabinas de concentración, Simulador de vuelo y carreras, Sala de Realidad Virtual, Zona Gaming, Área de prototipado, Taller de experiencias y Área de robótica.
- Nivel 7: Restaurante, Galería de arte, Terraza y Auditorio.

A la fecha de su inauguración el acervo de la antigua Biblioteca Nacional Francisco Gavidia permanece fuera del acceso del público. Además cuenta con señalización trilingüe en español, náhuat y inglés.